# Зеленашки уговор
Зеленашки уговор представља установу Облигационог права а примењује се код двостранообавезних а теретних уговора.
ЗОО (закон о облигационим односима):
Ништаван је уговор којим неко, користећи се стањем нужде или тешким материјалним стањем другог, његовим недовољним искуством, лакомисленошћу или зависношћу, уговори за себе или неког трећег корист која је у очигледној несразмери са оним што је он другом дао или учинио, или се обавезао дати или учинити.

## Елементи зеленашког уговора
1 – Очигледна несразмера узајамних давања што је заједнички елемент за зеленашки уговор и прекомерно оштећење.
Очигледна несразмера може бити и мања одоне код прекомерног оштећења, јер се овде узимају другачији субјективни елементи (намера искоришћавања позиције оштећеног). Очигледна несразмера, као објективни елемент се може испољити не само кроз уговарање предмета обавезе већ и кроз споредне обавезе - уговорну казну. Несразмера треба да постоји у тренутку закључења уговора. 
Код оцене да ли постоји очигледна несразмера, суд узимајући у обзир све околности случаја закључује да ли је диспропорција таква да се њоме флагрантно нарушава начело еквавилентности. Незнатна одступања нису довољна, али ни очигледна несразмера ако није здружена са субјективним елементом.
2 – Намера искоришћавања позиције оштећеног – то је субјективни елемент који је специфичан за зеленашки уговор.
За разлику од прекомерног оштећења, субјективни елемент постоји на страни туженог. На страни оштећеног постоје неке неповољне околности (стање нужде, тешко материјално стање, недовољно искуство, лакомисленост, зависност), а друга страна се користи овом ситуацијом, тако што уговара корист (у очигледној несразмери са оним што даје/чини или се обавезао дати/учинити).
3 – Између субјективног и објективног елемента постоји узрочна веза.

## Правне последице
Оштећени може да захтева:
1 – Поништење уговора
При поништавању могуће је поништити читав уговор али и само неку одредбу ако уговор може опстати без ништаве одредбе или ако она није била услов уговора, ни одлучујућа побуда за закључење уговора.
2 – Ревидирање уговорних одредби
Оштећени може захтевати да се његова обавеза смањи на правичан износ. Ако је оштећена страна поставила такав захтев, суд ће ако је то могуће изменити уговорне обавезе и такав уговор ће остати на снази. Овде, за разлику од прекомерног оштећења опстанак уговора зависи од иницијативе оштећеног.
Могућност да уговор остане на снази ако се обавеза снизи на правичан износ је врста конвалидације, која је у принципу недозвољена код ништави ништавих уговора, али је овде дозвољена изричитом нормом. Оштећени овај захтев може поднети у року од 5 година од закључења уговора.
Зеленашки уговор не вређа само начело еквиваленције већ и начело савесности и поштења.